# القتل الدموي
القتل الدموي (المعروف أيضًا باسم الصرخة: القتل الدموي في المملكة المتحدة) هو فيلم مراهقين أمريكي أُصدر عام 2000م من إخراج رالف بورتيلو، وكتابة جون ستيفنسون ومن بطولة جيسيكا موريس، وكريستال فورد، وبيتر جيليميت، وباتريك كافانو.
تتمحور القصة حول مجموعة من المشرفين المراهقين الذين يعملون في مخيم صيفي، حيث يبدأ قاتل مقنع في جرائم قتل متتابعة، تم إصدار الفيلم مباشرة إلى الفيديو.
غالبًا ما يُنتقد الفيلم لكونه مشابهًا جدًا لسلستيّ أفلام الجمعة 13 والصرخة.
تبع هذا الفيلم تكملة باسم "القتل الدموي 2: معسكر الختام (2003م)"، وفيلم مشتق باسم "المقبرة (2006م)".

## القصة
يعمل الأصدقاء المراهقون "جولي" و"جيسون" و"دين" و"ويتني" و"توبي" كمشرفين في المخيم الصيفي في "بلاسيد باينز".
يعرّفهم رئيسهم "باتريك" على المشرفين الآخرين "درو" و"براد" و"جيمي" و"دوغ"؛ عند بدء العمل يحذر حارس المخيم "هنري" و"جولي" من وجود شيء خطير في الغابة، لكن "باتريك" يرفض تصديقه ظناً منه أنه مجنون، وفي وقت لاحق من تلك الليلة، يجتمع المشرفين حول نار المخيم، ويروون قصة "تريفور مورهاوس"، وهو شاب مخيِّم اضطر لارتداء قناع هوكي بسبب قيام زملائه في المخيم بمقلب تسبب في تشوه وجهه.
لعب المشرفين أيضًا لعبة تسمى "القتل الدموي"، وهي مزيج من الغميضة ولعبة الوسم، خلال اللعبة ينفذ "جيسون" و"دين" مقلب يكررونه سنوياً في المخيم على زميلهم "براد" مع "جيسون" الذي يتنكر بزي "تريفور مورهاوس"، نتيجة للعبهم، يتعرض "براد" لإصابة فتوبخ "جولي" "جيسون" على المقلب ويعدها بالاعتذار لـ"براد" في الصباح.
في وقت لاحق من تلك الليلة، يقضي "جيسون" و"ويتني" الليلة معاً، ويصدف أن يراهمها "دين" الذي يُصدم من الموقف لأن جيسون يواعد "جولي"، ثم ينتقل المشهد لـ"جيسون" في مواجهة شخص مجهول.
في صباح اليوم التالي، تشعر"جولي" بالقلق بشأن "جيسون" والذي قيل لها إنه أخذ إجازة لبضعة أيام.
في الليلة التالية، اجتمع المشرفون لمشاهدة فيلم، في أثناء ذلك تُقتل "ويتني" في المطبخ على يد شخص يرتدي قناع هوكي وبدلة عمال إنشاءات. في اليوم التالي، يقلق المشرفون ويبلغون نقيب الشرطة وعمدة البلدة أن جيسون وويتني قد اختفوا، بينما يخبر "باتريك" و"توبي" العمدة أنهما يشتبهان في "دين"، الذي يؤخذ للاستجواب بعد ذلك.
في ميدان الرماية، يُقتل "براد" ويطلق سراح "دين" من الحجز في مركز الشرطة؛ يهاجم القاتل "جولي" في الغابة ويقتل "دين" أيضًا بشق حنجرته.
تهرب "جولي" وتصل للمخيم، ثم تجد صورة لوالدها في المخيم مع شخص يدعى "نيلسون هاموند"، وتكتشف أن "نيلسون" كاد أن يُقتل في حادث خلال لعب لعبة "القتل الدموي". بعد بضع سنوات، عاد إلى المخيم وقتل أحد المشرفين المعنيين. في نفس الليلة، تتعرض "جولي" للهجوم مرة أخرى لكنها هذه المرة تدرك أن مهاجمها هو "جيسون" وتتمكن من التغلب عليه وحبسه في براد التجميد. يحاول "جيسون" شرح الأمر لها، ولكن "جولي" اتصلت بالشرطة وتم القبض عليه.
يقتل القاتل "دوج" قبل وصول والد "جولي" الذي يمشي مع "درو" بإتجاه البحيرة. تجمع جولي أغراضها من مقصورتها وتكتشف أن والد "درو" هو "بيل أندرسون"، المرشد الذي قتله "نيلسون" من أجل الانتقام، وتستنتج أن "درو" هي القاتلة وتتذكر أن "درو" أخبرتها أنها تبحث عن الملومين في وفاة والدها. يهاجم شخص مجهول والد "جولي" في البحيرة.. وبعد لحظات، تواجه "جولي" "درو" وتتهمها بأنها القاتلة قبل أن يصل القاتل الحقيقي ويهاجم كلتيهما، مما يثبت خطأها.
يهزم القاتل "درو" وتتمكن "جولي" من الهرب وتلتقي "باتريك"، الذي يكشف أنه في الواقع القاتل وهو بالفعل "نيلسون هاموند" والذي قتل "باتريك" الحقيقي. يطارد "جولي" عبر الغابة قبل أن تصل إلى المعسكر الرئيسي، حيث يقول "باتريك" إن "جولي" ضربت رأسها مما تسبب في توهمها. ثم يهاجمها بفأس، لكن "درو" تظهر وتطلق النار على "باتريك" وتصيبه في ذراعه قبل أن يتم القبض عليه بسبب جرائمه.
في مركز الشرطة، يقول النقيب إنه فهم بطريقة متخلفة لماذا قتل "نيلسون" "ويتني" و"براد" و"دين" لكنه لم يفهم لماذا قتل "دوج" الذي لم يفعل شيئًا له أبدًا. ينفي "نيلسون" قتل "دوج" ويقول إن "تريفور مورهاوس" كان مسؤولاً عن ذلك.
ينقل والد "جولي" و"درو" إلى المستشفى بينما يغادر المرشدون المتبقون المخيم.
وفي مشهد أخير، يسير "جيسون" إلى المنزل بمفرده، حين يخرج مهاجم فجأة من بين الشجيرات الصغيرة مرتدياً قناع لعبة الهوكي، وممسكاً بمنشار، "جيسون" يصرخ برعب وينتهي المشهد منهياً الفيلم.

## الممثلين
- جيسيكا موريس بدور "جولي ماكونيل".
- بيتر قولميت بدور "باتريك/نيلسون هاموند".
- باتريك كافانو بدور "توبي".
- كريستال فورد بدور "درو/ باتريسيا زيمك".
- مايكل ستون بدور "دين".
- جستن روس مارتن بدور "جيسون هاثاوي".
- تريسي باتشيكو بدور "ويتني".
- ليندسي ليخ بدور "جايمي".
- ديفيد سميقيلسكي بدور "براد ثومبسون".
- ويليان وينتر بدور "دوج".
- مايكل بروهاسكا بدور "نقيب الشرطة".
- جيري ريتشارد بدور "تومي ماكونيل - والد جولي".
- بوبي ستيوارت بدور "هينري".

## الإنتاج
صورَ الفيلم في ولاية كاليفورنيا في ثلاثة مخيمات مختلفة، والتي تم تعديل المشاهد فيها لاحقاً لتظهر كموقع واحد.

## الإصدار
أُصدِرَ فيلم "القتل الدموي" على أشرطة الفيديو في إتش إس ودي في دي في 12 سبتمبر 2000م.

### الاستقبال النقدي
واجه الفيلم انتقادات شديدة من عدة أشخاص بدايةً بالناقد بز مككلين من أول موفي الذي أدان الفيلم ووصفه بأنه "ممل بشكل يثير الغضب" وأعطاه 1/5. كما حصل الفيلم على تقييم 1/5 من قبل جون فالون: "سهم في الدماغ"، الذي كتب: "أفلام مثل هذه تجعلك تدرك مدى جمال يوم الجمعة الثالث عشر والصراخ، من الواضح أنه يحاول مزج الفيلمين معاً ولكنه يفشل لثلاثة أسباب: ليس له قلب، وليس لديه دماغ، وليست له شجاعة هذا الفيلم ليس ممتعًا حتى بطريقة سيئة"، كما صرحت ديفون بيرتش من ديجتال ريبيوتوشن قائلة: "يمكن أن تصبح القصة سيئة لدرجة أنها تكاد أن تكون قمامة، التمثيل فظيع والقصة غير واضحة بشكل عام، والاخراج والانتقالات بين المشاهد ضعيفة، هذا الشيء يحتاج إلى وتيرة سريعة، كما تم قُدّمت العديد من النظريات حول ما حدث بصرياً، كل شيء سيء، والمشكلة الكبرى أنه ليس حتى مضحكاً، اللعنة!".
حصل الفيلم على 1/5 مرة أخرى من قِبل جي نويل قروس من دي في دي توك، الذي أشار إلى فيلم "القتل الدموي" قائلاً: "ليس فيلم رعب، ولكنه أكثر تفاهة من الإنتاجات التي تصدر من اعمال الطلاب بعد المدرسة مع خلط بضع الكلمات البذيئة". وروبرت باردي من تي في غايد، الذي رفض "القتل الدموي" ووصفه بأنه "سرقة لفيلم يوم الجمعة الثالث عشر" وقال"هذا هو نموذج صناعة الأفلام المجهولة". في مراجعة لدي في دي فيردكت، انتقد باتريك ناوجل الفيلم، وكتب:"لا أعرف حتى من أين أبدأ الحديث عن هذا الفيلم، إنه فظيع، بل ويتجاوز الرهيب، كانت الأفلام المبتذلة على الأقل مثل تلك التي صنعها روجر كورمان ممتعة للمشاهدة نظراً لقيم التخييم العالية، "القتل الدموي" لا يؤدي حتى إلى ذلك".